# Эрнани (город)
Эрнани (исп. Hernani) — город и муниципалитет в Испании, входит в провинцию Гипускоа в составе автономного сообщества Страна Басков (автономное сообщество). Муниципалитет находится в составе района (комарки) Сан-Себастьян. Занимает площадь 39,82 км². Население — 19 285 человек (на 2010 год). Расстояние до административного центра провинции — 8 км.
Известен с 1380 года.

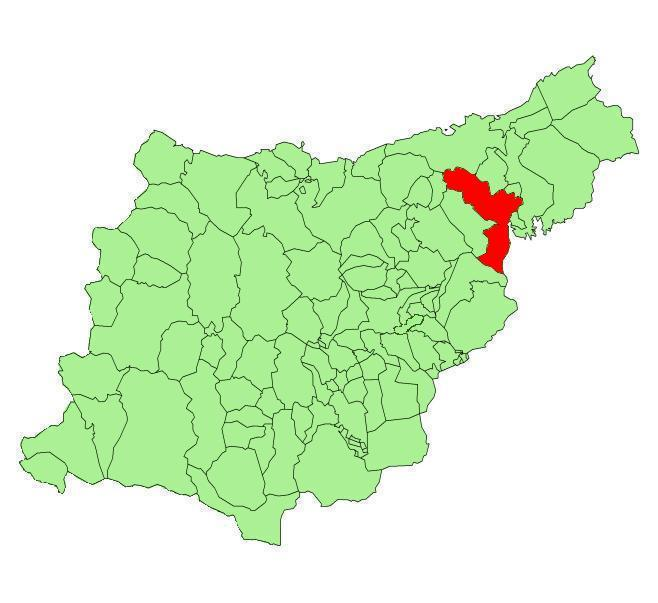
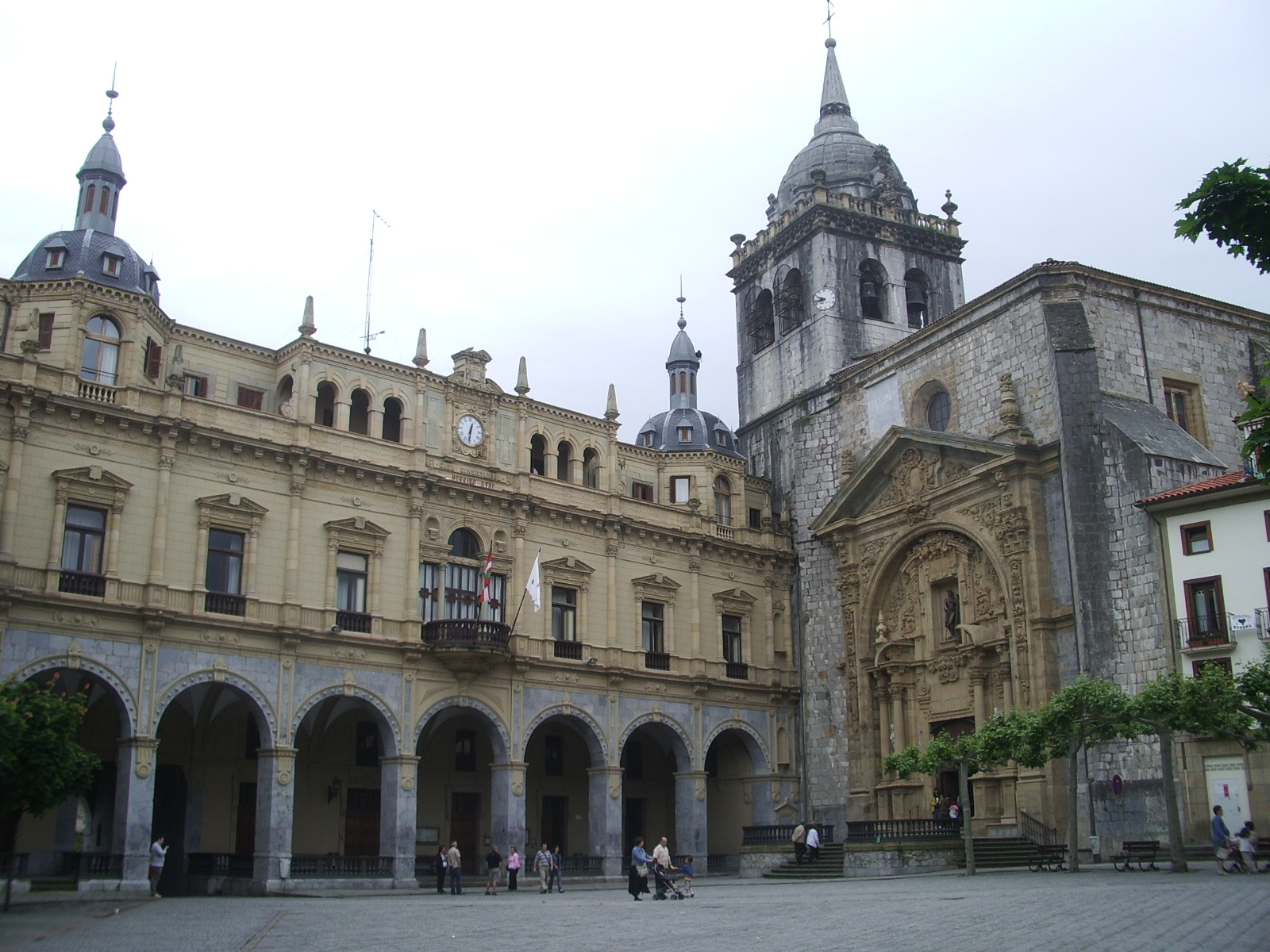
Церковь

## Население
| Год  | Численность | Численность |
| ---- | ----------- | ----------- |
| 2022 | 20 375      |             |
| 2023 | 20 527      | [ 2 ]       |
| 2024 | 20 355      | [ 1 ]       |